# Lällebäbbel
Lällebäbbel ist im schwäbischen Dialekt und teilweise auch in anderen alemannischen Dialekten jemand, der dumm daherredet und töricht ist: „Der Lällebäbbel schwätzt au bloß Bäbb.“

## Etymologie
Der Begriff Lällebäbbel hat seinen etymologischen Ursprung in „Lälle“ (riesige, heraushängende Zunge) und in „Bäbb“ (Klebstoff). Lautmalerisch erinnert es an „lallen“ sowie „bäbbeln“ (babbeln) und „bäbbera“.
Lällebäbbel gilt als einer besonderen Idiotismen im Schwäbischen, die bereits Mitte des 18. Jahrhunderts in schwäbischen Wörterbüchlein aufgeführt wurden. Nach Stefan Pflaum ist ein Lällebäbbel allerdings als naiver, träumerischer, unbedarfter Mensch anzusprechen.
Ein ähnlicher Begriff ist schwäbisch das Lällegschwätz, was dummes, sinnloses Gerede bezeichnet. Labbeduddel ist die hessische und nordbadische Version eines Lällebäbbels.

## Videos
- Bundeskanzlerin Angela Merkel: Neujahrsansprache 2009 - synchronisiert auf Schwäbisch.